# Учтурфан
Уезд Учтурфа́н (уйг. ئۇچتۇرپان ناھىيىسى‎) или уезд Уши́ (кит. упр. 乌什县, пиньинь Wūshí Xiàn) — уезд округа Аксу Синьцзян-Уйгурского автономного района КНР.

## История
После образования в 1883 году провинции Синьцзян был создан Непосредственно управляемый комиссариат Уши (乌什直隶厅) в составе Региона Аксу (阿克苏道). После Синьхайской революции в 1913 году комиссариат был преобразован в уезд.

## Административное деление
Уезд Уши делится на 3 посёлка, 5 волостей и 1 национальную волость.

## Транспорт
В 2024 году на китайско-кыргызской границе открылся КПП Бедель (автотрасса Аксу — Каракол).